# G-Hot

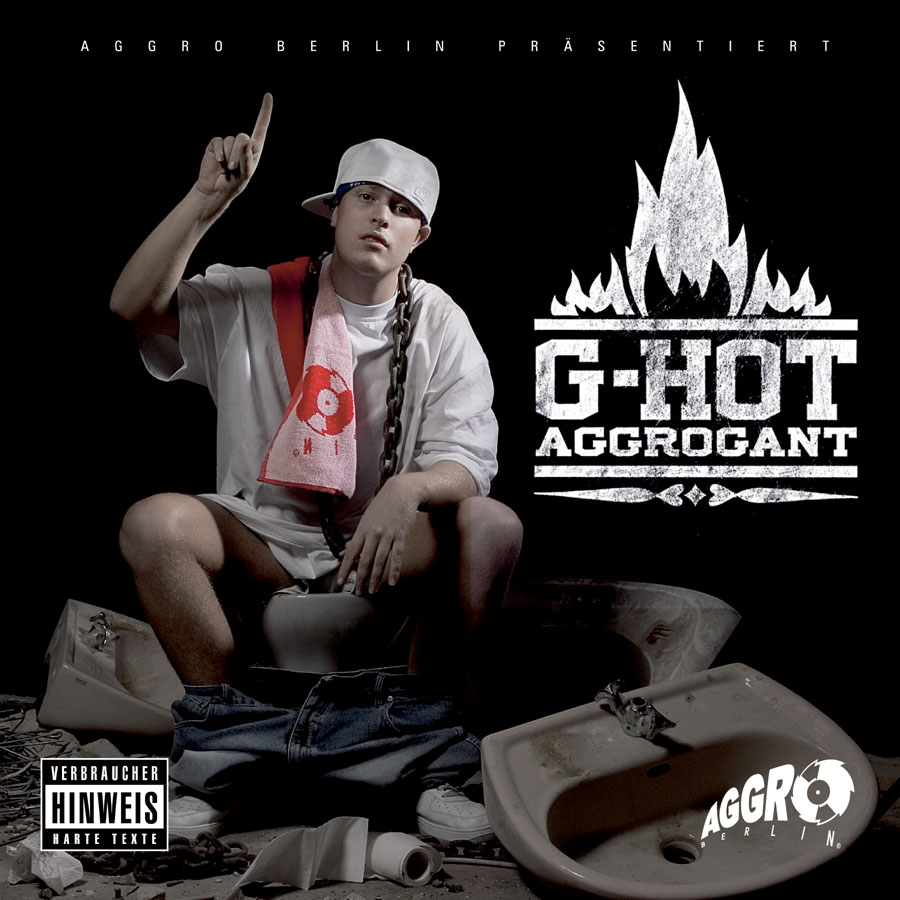
Cover des Mixtapes Aggrogant

G-Hot (* 2. April 1983 in Berlin; bürgerlich Gökhan Şensan), zwischenzeitlich auch Jihad und seit 2017 unter dem Künstlernamen Shen aktiv, ist ein türkisch-deutscher Rapper, der seine Tonträger in der Vergangenheit über die Labels Aggro Berlin, Yo!Musix und zuletzt Suppe inna Puppe veröffentlichte. Zuletzt stand er bei Maskulin Music Group, dem Label seines Entdeckers und Förderers Fler, unter Vertrag.

## Leben
G-Hot wuchs bei seinen türkisch-deutschen Eltern auf und hat vier Schwestern. Seine Mutter stammt aus Deutschland, sein Vater aus der Türkei. Bereits mit zwölf Jahren lernte er Fler kennen.

## Karriere
2005 trat G-Hot durch einige Gastauftritte auf Flers Album Neue Deutsche Welle musikalisch im Umfeld von Aggro Berlin in Erscheinung. So war er auch an dem Top-Ten-Hit Jump, Jump (DJ Tomekk kommt) beteiligt. Bevor er Anfang November 2005 selbst bei dem Berliner Label unter Vertrag genommen wurde, war er bei dem Berliner Independent-Label LayUp Records aktiv. Mit Kollegen wie Boss A und Major brachte er mit 1200 Bars zum Biten 2004 den ersten Sampler für LayUp Records heraus.
Im Dezember 2005 erschien der Labelsampler Aggro Ansage Nr. 5, auf welchem G-Hot mit verschiedenen Beiträgen vertreten ist. G-Hots erste Soloveröffentlichung war das Mixtape Aggrogant, das am 17. November 2006 erschien.
2007 ist G-Hot wieder mit alten Kollegen von LayUp Records aktiv. Auf der myspace-Seite von G-Hots altem Labelkollegen Boss A wird ein gemeinsames Album von G-Hot und Boss A angekündigt. Am 3. Juli 2007 verkündete Fler im Internetforum von Aggro Berlin, dass G-Hot das Label verlassen habe. Eine offizielle Stellungnahme vom 6. Juli 2007 verlautbarte, dass G-Hots Vertrag bei Aggro Berlin schon seit Herbst 2006 ausgelaufen sei. Seitdem gäbe es keine geschäftlichen Beziehungen mehr. Jedoch wurde später ein weiterer Videoclip auf Aggro TV gezeigt.
Im Juli 2007 wurde online der Titel „Keine Toleranz“ von G-Hot und dem Rapper Die Kralle (aka Boss A) veröffentlicht. Der Track richtet sich in aggressiver Weise gegen Schwule und ruft offen zur Gewalt gegen Homosexuelle auf. So heißt es in dem Song unter anderem, „so was [habe] kein Leben verdient“, man solle „ihnen den Schwanz ab[schneiden] – keine Toleranz, wir dulden keine Schwuchteln“. Aggro Berlin erklärte daraufhin in einer Pressemitteilung, dass jede weitere Zusammenarbeit mit G-Hot ausgeschlossen sei. Auch der Musiksender MTV kündigte an, in Zukunft auf die Ausstrahlung von Clips des Rappers zu verzichten. Nach einem vorübergehenden Statement von Boss A, dass der Titel nicht für die Öffentlichkeit bestimmt gewesen sei, erschien trotz gegenteiliger Ankündigung erst eine knappe Woche später eine offizielle Stellungnahme des Labels Suppe inna Puppe. Darin heißt es, dass der Text „als böshumorige und satirische Auseinandersetzung mit Vorurteilen gegenüber Homosexuellen“ zu verstehen sei und die „drastische Wortwahl einzig und allein der überspitzten Darstellung gängiger Vorurteile [dienen] und diese so konterkarieren“ sollte. Gegen die Veröffentlichung des Videos „Keine Toleranz“ wurden mehrere Strafanzeigen wegen Volksverhetzung gestellt, darunter von dem offen schwulen Bundestagsabgeordneten Volker Beck. Nachdem Keine Toleranz Anfang Januar 2008 erneut auf YouTube eingestellt wurde, erstattete daraufhin auch der LSVD Anzeige wegen Volksverhetzung gegen YouTube und G-Hot.
2008 erschien das Album Geldwäsche, das G-Hot mit MOK aufgenommen hatte. Es wurde von Beatzarre und Djorkaeff produziert. Am 20. Juni 2008 wurde sein Debütalbum Das Wunder von Berlin über Suppe inna Puppe veröffentlicht. Auf dem Album sind die Rapper Kralle, Satanic Steve und Smexer mit Gastbeiträgen vertreten. Die Produktion wurde von Beatzarre und Coopa übernommen.
Im Juli 2011 stellte G-Hots ehemaliger Förderer Fler den Kontakt nach vierjähriger Pause wieder her. Beide nahmen im Zuge dessen erneut Lieder auf, wobei drei Stücke für das Fler-Album Im Bus ganz hinten entstanden. Anfang September wurde durch Kralle die Trennung G-Hots von Suppe inna Puppe bekannt gegeben. Daraufhin erhielt der Rapper einen Vertrag bei Flers Label Maskulin. Im Oktober 2011 erschien das Maskulin Mixtape Vol. 1 als erster Sampler des Labels, auf dem G-Hot viele Beiträge hatte. Ein Track mit Nicone sorgte für Probleme. Das Video wurde auf den YouTube-Kanal der Kleidermarke Thug Life hochgeladen, jedoch kurz darauf entfernt. Die Verantwortlichen hatten einen Diss an Farid Bang nicht bemerkt und das Video im Nachhinein gelöscht.
Zudem hatte er Gastauftritte auf den Veröffentlichungen Im Bus ganz hinten und Südberlin Maskulin II. Im Jahr 2012 folgte der zweite Sampler des Labels und wurde am 1. Juni unter dem Titel Maskulin Mixtape Vol. 2 veröffentlicht. Noch im selben Jahr erschienen die Alben Hinter blauen Augen und Die Passion Whisky, auf denen G-Hot wieder mit Gastbeiträgen vertreten war. Anfang 2013 veröffentlichte Fler das Album Blaues Blut, auf dem sechs Kollaborationen mit G-Hot zu finden sind. Am 13. September 2013 wurde der dritte Sampler des Labels Maskulin, unter dem Titel Maskulin Mixtape Vol. 3 veröffentlicht. Der Sampler erreichte Platz 8 der deutschen Charts. Anfang 2014 gelangte das Maskulin Mixtape Vol. 4 auf Rang 17 der Charts.
Ende Mai 2014 wurde der Song Kein Gold mit Fler online gestellt. Wenige Wochen später erschien, wieder mit Fler, der Track Businessman.
Am 20. April 2015 wurde bekannt, dass G-Hot Opfer einer Messerstecherei geworden sei und große Mengen Blut verloren hätte, weshalb man ihn in ein nahe gelegenes Berliner Krankenhaus bringen musste.

## Diskografie
Studioalben

| Jahr | Titel Musiklabel                       | Höchstplatzierung, Gesamtwochen, AuszeichnungChartplatzierungen (Jahr, Titel, Musiklabel, Platzierungen, Wochen, Auszeichnungen, Anmerkungen) | Höchstplatzierung, Gesamtwochen, AuszeichnungChartplatzierungen (Jahr, Titel, Musiklabel, Platzierungen, Wochen, Auszeichnungen, Anmerkungen) | Höchstplatzierung, Gesamtwochen, AuszeichnungChartplatzierungen (Jahr, Titel, Musiklabel, Platzierungen, Wochen, Auszeichnungen, Anmerkungen) | Anmerkungen                         |
| Jahr | Titel Musiklabel                       | DE | AT | CH | Anmerkungen                         |
| ---- | -------------------------------------- | --- | --- | --- | ----------------------------------- |
| 2008 | Das Wunder von Berlin Suppe inna Puppe | — | — | — | Erstveröffentlichung: 20. Juni 2008 |
| 2009 | Der blonde Türke Suppe inna Puppe      | — | — | — | Erstveröffentlichung: 27. März 2009 |

## Auszeichnungen
- Juice-Awards 2007 – Platz 1 in der Kategorie Newcomer Act National